# World Tamil Conference
Die World Tamil Conference ist eine Reihe von unregelmäßigen Konferenzen, die dem Austausch über die Entwicklung der tamilischen Sprache dienen. Die Konferenzen werden von Tamil-Sprechern aus der ganzen Welt besucht. Die Konferenzen finden in verschiedenen Städten in Indien, aber auch in anderen Städten statt, die eine bedeutende tamilsprechende Bevölkerung besitzen. Die Konferenz dient dazu die Bedeutung der tamilischen Sprache herauszustellen, aber sie wird auch zur Wahlpropaganda für Politiker aus Tamil Nadu benutzt. Aus der World Tamil Conference ging 1999 die World Tamil Confederation hervor.
| Konferenz                 | Stadt        | Land       | Jahr | Organisiert von     |
| 1. World Tamil Conference | Kuala Lumpur | Malaysia   | 1966 | Xavier Thaninayagam |
| 2. World Tamil Conference | Chennai      | Indien     | 1968 | C. N. Annadurai     |
| 3. World Tamil Conference | Paris        | Frankreich | 1970 |                     |
| 4. World Tamil Conference | Jaffna       | Sri Lanka  | 1974 |                     |
| 5. World Tamil Conference | Madurai      | Indien     | 1981 | M. G. Ramachandran  |
| 6. World Tamil Conference | Kuala Lumpur | Malaysia   | 1987 |                     |
| 7. World Tamil Conference | Port Louis   | Mauritius  | 1989 |                     |
| 8. World Tamil Conference | Thanjavur    | Indien     | 1995 | J. Jayalalitha      |
| 9. World Tamil Conference | Kuala Lumpur | Malaysia   | 2015 |                     |